# Tswalu Kalahari Reserve

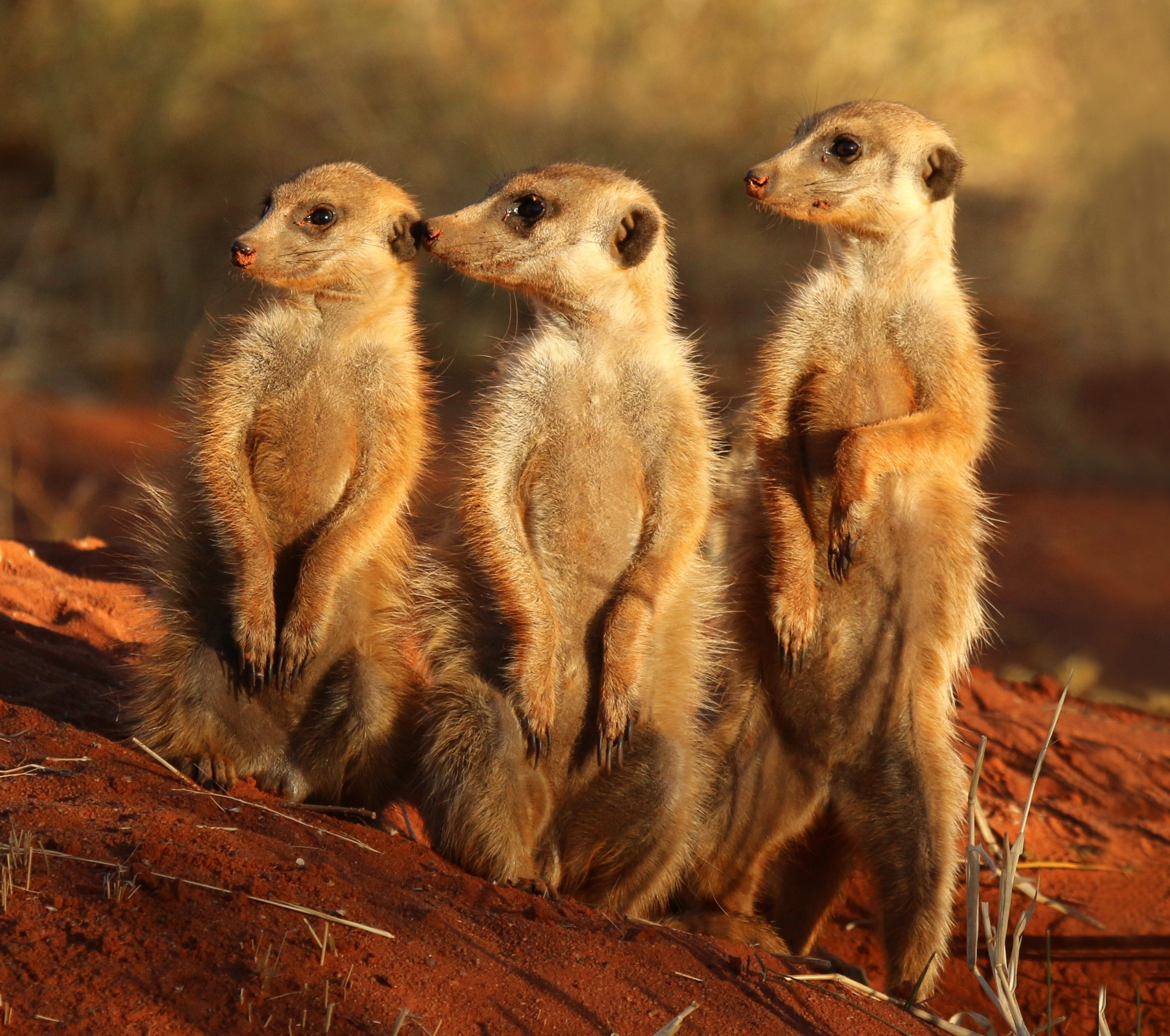
Erdmännchen

Das Tswalu Kalahari Reserve ist ein privates Tierreservat in der Provinz  Nordkap in Südafrika. In der Nähe liegen die Kleinstädte Hotazel im Osten und Van Zylsrus im Nordwesten. Die Städte Kimberley und  Bloemfontein befinden sich rund 290 bzw. 430 Kilometer entfernt jeweils im Südosten. Der Name Tswalu bedeutet 'Wiedergeburt' bzw. 'Neuanfang' in der Setswanasprache.

## Geschichte
Die Geschichte des Tswalu-Reservats begann im Jahr 1970, als Stephen Boler, ein britischer Unternehmer 35 verwahrloste Farmen mit insgesamt rund 88.000 Hektar aufkaufte und als Jagdgebiet nutzte. Nach Bolers Tod übernahm Nicky Oppenheimer 1998 das Gelände, beendete die Möglichkeiten zur Jagd, fügte weitere Ländereien hinzu und begann 1999  verschiedene Wildtierarten dort einzusetzen. Im Jahr 2014 wurde das Tswalu Kalahari Reserve formell zum Naturschutzgebiet erklärt.

## Geländestruktur und Fauna
Das Tswalu Kalahari Reserve befindet sich auf einer mittleren Höhenlage von 1130 Metern über dem Meeresspiegel. Ein Großteil der Landschaft wird aus Dornstrauchsavannen, Trockenrasenflächen, hohem Grasland, Buschwerk und kleinen Bäumen gebildet. Auf den sandigen Savannen finden Erdmännchen (Suricata suricatta) ideale Lebensbedingungen vor. Die Eingänge ihrer unter der Erdoberfläche liegenden Baue sind weiträumig über die Landschaft verteilt. Zu den Säugetierarten zählen vier der Big Five (Breitmaulnashorn (Ceratotherium simum), Kaffernbüffel (Syncerus caffer), Löwe (Panthera leo) und Leopard (Panthera pardus)), es fehlen jedoch Afrikanische Elefanten (Loxodonta africana). Einen Schwerpunkt im Reservat bilden viele Arten von Antilopen, beispielsweise Streifengnu (Connochaetes taurinus), Elenantilope (Taurotragus oryx), Pferdeantilope (Hippotragus niger), Rappenantilope (Hippotragus niger), Kap-Großkudu (Strepsiceros strepsiceros), Nyala (Nyala angasii), Steinböckchen (Raphicerus campestris), Kap-Springbock (Antidorcas marsupialis) und Tsessebe (Damaliscus lunatus).

## Arterhaltungs-, Schutz- und Forschungsprogramme
Das Tswalu Kalahari Reserve beteiligt sich an mehreren Arterhaltungs-, Schutz- und Forschungsprogrammen, zu denen die folgenden gehören:

### Nashorn-Markierungen mittels Ohrkerbungen
Die Markierung von Nashörnern mit Hilfe von Ohrkerbungen ist eine Methode, die zum Überwachen und zum Schutz von Nashörnern angewendet wird. Die Ohrkerbungen werden bevorzugt bei zweijährigen Nashörnern durchgeführt. In diesem Alter verlässt ein Kalb üblicherweise seine Mutter. Jedes Nashorn erhält eine eindeutige Ohrkerbe, die als lebenslanges Identifizierungsmerkmal dient. Dies erleichtert die Erkennung der Bewegungsabläufe der Tiere. Während des Kerbungs-Verfahrens werden auch DNA-Proben genommen, die in einer globalen Datenbank gesammelt werden. Die Datenbank hilft dabei, Nashornhörner zu identifizieren, die illegal auf der Welt gehandelt werden. Außerdem werden kleine Mikrochips für zukünftige Identifizierungs- und Sicherheitszwecke unter der Haut und in den Hörnern implantiert.
Sobald die Ranger des Reservats ein geeignetes Nashorn ermittelt haben, werden die GPS-Koordinaten für das Tier an den Piloten und den Tierarzt an Bord eines Hubschraubers weitergeleitet. Wenn das Tier aus der Luft mit einem Betäubungspfeil getroffen wurde und schläft, wird das Team am Boden aktiv und nimmt die Markierung sowie die weiteren Untersuchungen vor. Wenn alle Verfahren abgeschlossen sind, injiziert der Tierarzt ein Gegenmittel, um das Tier zu wecken. Nach dem Aufwachen entschwindet das Nashorn sicher zurück in die Wildnis und kann zukünftig einwandfrei anhand der Kerbung am Ohr identifiziert werden.

### Geier-Erhaltungsprogramm
Drei der neun Geierarten Südafrikas sind in erheblichem Rückgang begriffen. Der Weißrückengeier (Gyps africanus) wird von der International Union for Conservation of Nature and Natural Resources (IUCN) als „vom Aussterben bedroht“ angesehen. Am 7. September 2019 wurde vom Tswalu Kalahari Reserve mit dem Aufbau eines umfangreichen Netzwerks sicherer Zonen im ganzen Land begonnen, das es Geigerpopulationen ermöglichen soll, sich zu stabilisieren. Dabei werden Maßnahmen zur Verhinderung von Kollisionen mit Stromleitungen sowie Aufklärungsveranstaltungen durchgeführt, damit Tierärzte und Landwirte keine entzündungshemmenden Medikamente verwenden, die sich in Kadavern wiederfinden und die für Geier giftig und damit tödlich sind. Eine weitere Gefahr für Geier ergibt sich durch die Wilderei. Wilderer vergiften zuweilen die Kadaver gewilderter Tiere, um der Entdeckung zu entgehen. Geieransammlungen, die über einem Kadaver kreisen, verraten den Rangern sonst den Standort der Wilderungsvorfälle. Um dem vorzubeugen, töten Wilderer Geier, indem sie Schlachtkörper vergiften und verfüttern.
Jährlich wird am ersten Samstag im September ein internationaler Geier-Tag begangen, an dem unter anderem darauf hingewiesen wird, dass Geier eine der wichtigsten Aufgaben in der Natur ausführen: die Verarbeitung und Beseitigung von Kadavern, so dass deren Nährstoffe wieder in den Erdkreislauf recycelt werden können. Ohne dieses Verhalten würden verrottende Kadaver eine zunehmende Anzahl anderer Aasfresser wie Schakale, Ratten und Wildhunde anziehen, wodurch es zur Ausbreitung von Krankheiten wie Tollwut und Staupe kommen könnte.

### Schutz seltener Arten
Besonderen Schutz genießen im Reservat sieben Arten, von denen einige gefährdet sind. Dabei handelt es sich um das Steppenschuppentier (Smutsia temminckii), die Schabrackenhyäne (Parahyaena brunnea), den Erdwolf (Proteles cristata), das Erdferkel (Orycteropus afer), den Löffelhund (Otocyon megalotis), die Wildkatze Felis lybica und den Kapfuchs (Vulpes chama). Alle diese Arten sind überwiegend nachtaktiv, weshalb die Erlangung von Daten zur Lebensweise hauptsächlich bei Nacht-Safaris erfolgt. Ein Sonderprogramm beschäftigt sich dabei mit dem Steppenschuppentier. Im Rahmen dieses Projekt wird primär dessen Futterverhalten dokumentiert, um dadurch das Nährstoffangebot im Reservat für die Art zu optimieren.

### Schmetterlings-Forschungsprogramm
Im Tswalu Kalahahi Reserve wurden 77 Tagfalterarten festgestellt (Stand 2023). Mehrere dieser Arten sind für die südliche Kalahari endemisch. Diese bemerkenswerte Vielfalt existiert aufgrund der verfügbaren unterschiedlichen Wirtspflanzen für die Raupen der Schmetterlinge, die selbst in den Trockenperioden überleben. Mit der Gründung des von der Tswalu Foundation unterstützten Tswalu Kalahari Butterfly Research Projekt im Juli 2013 wurde ein tieferes Verständnis für die Wichtigkeit der Landschaftsökologie für das Überleben von Schmetterlingsarten in Afrika geschaffen.

## Galerie
Die nachfolgende Bildauswahl zeigt Antilopenarten im Tswalu Kalahari Reserve:

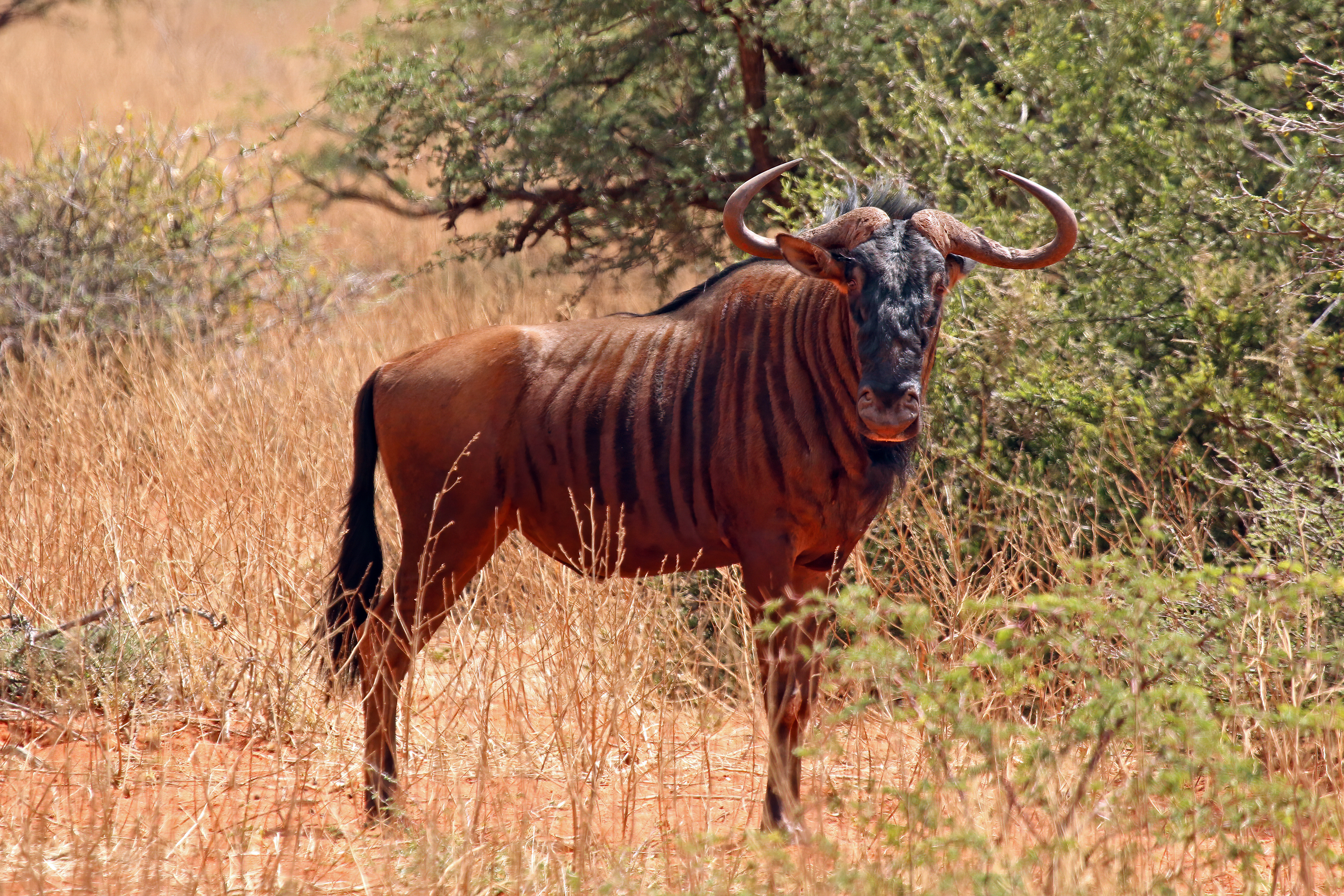
Streifengnu
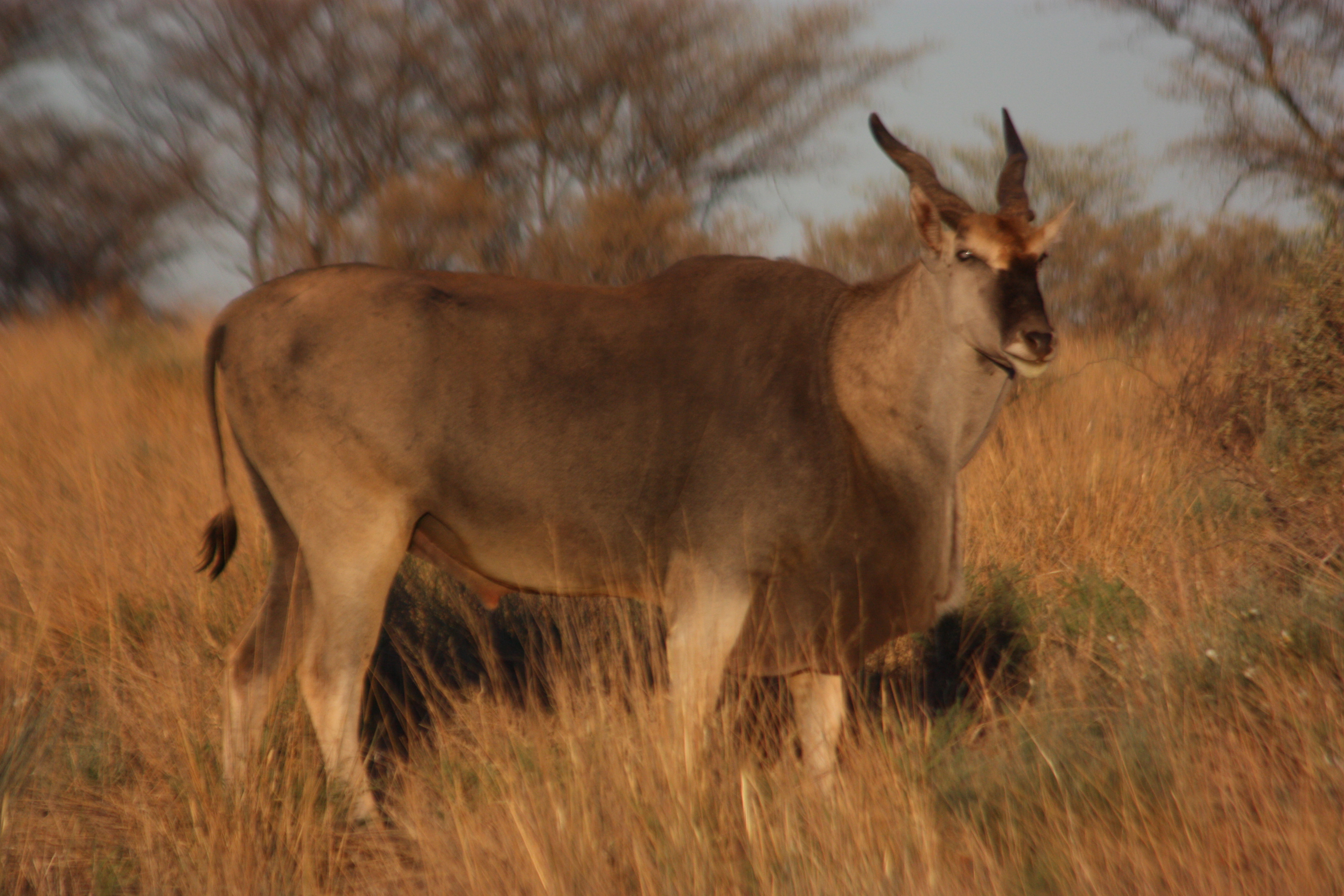
Elenantilope
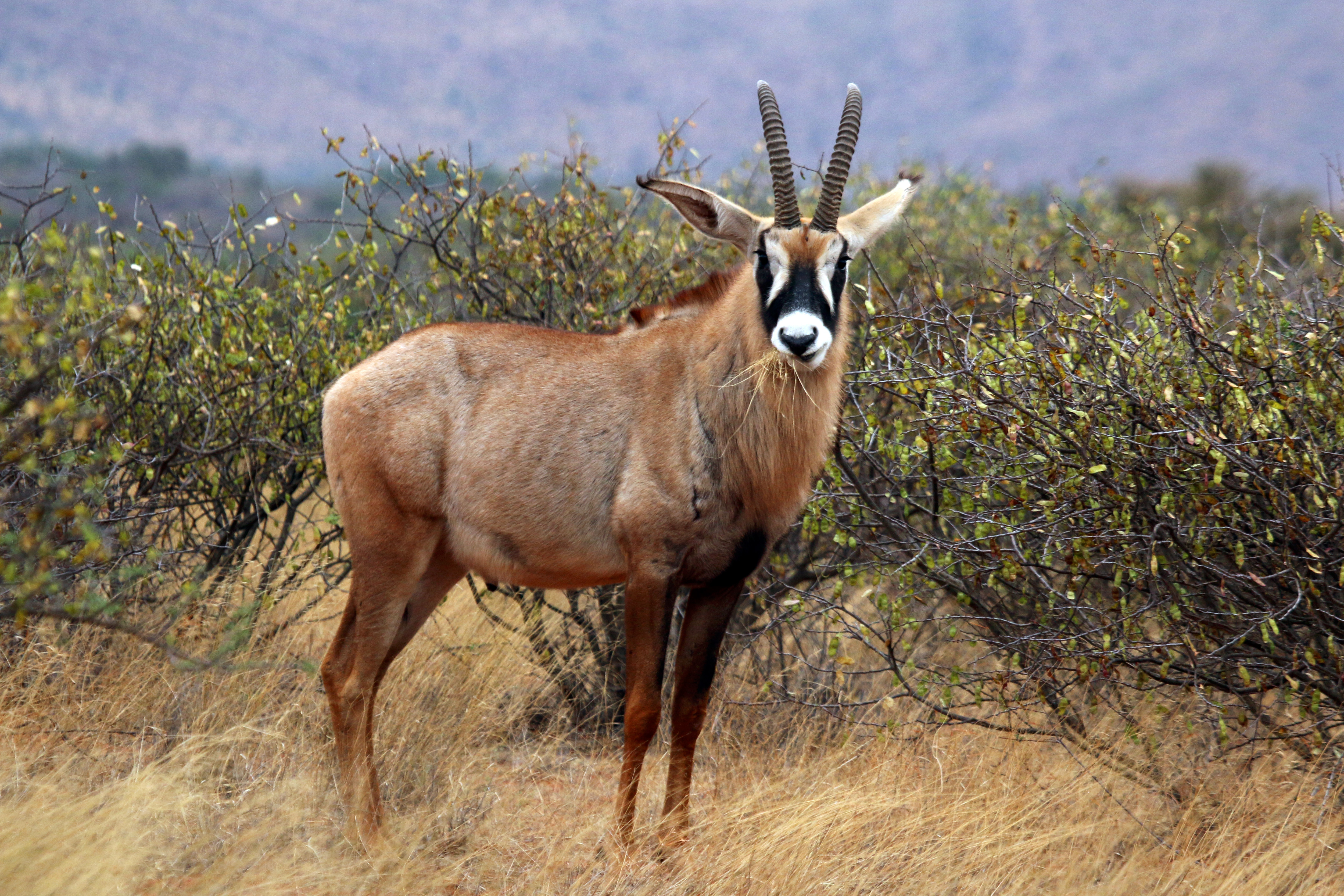
Pferdeantilope
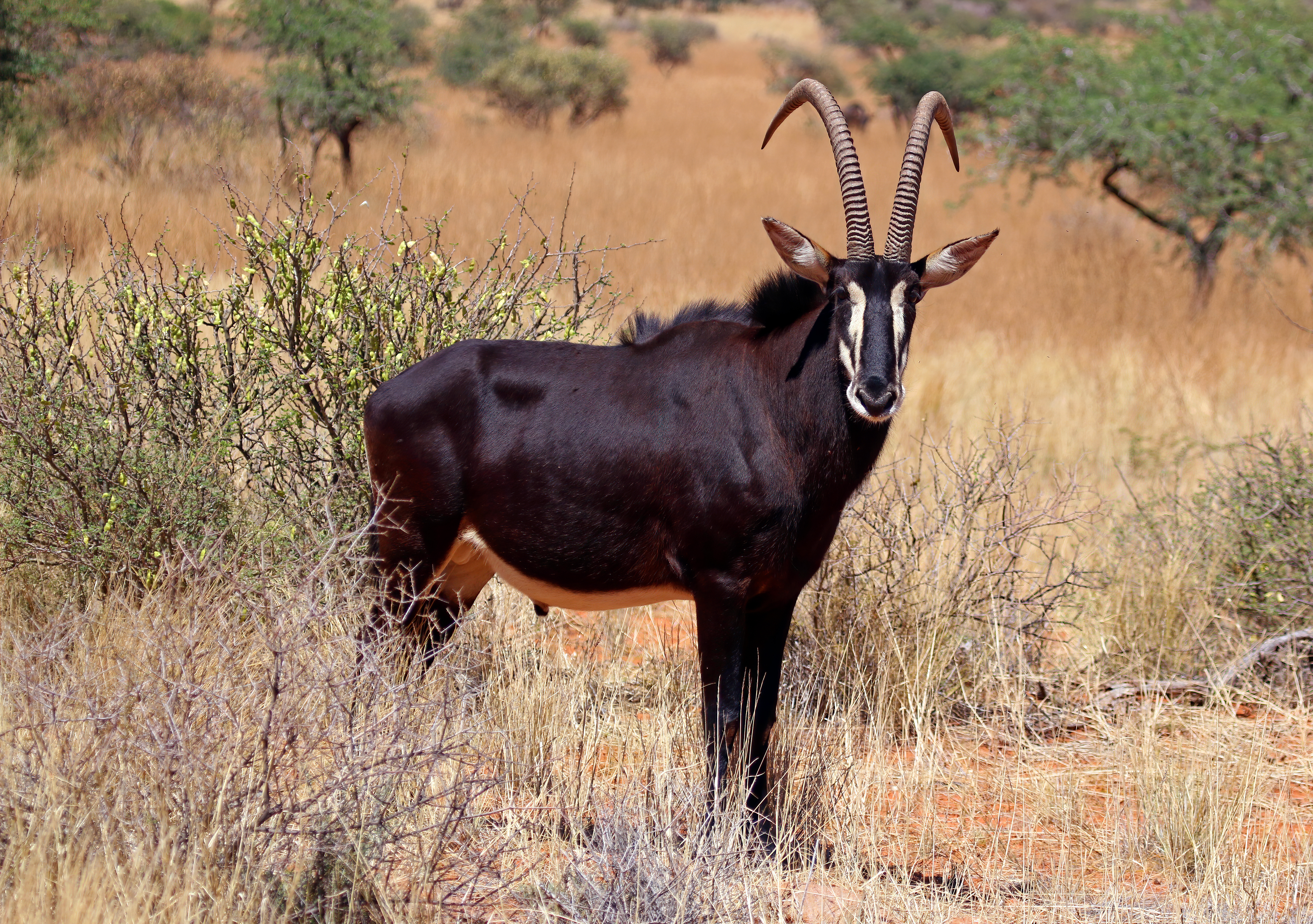
Rappenantilope
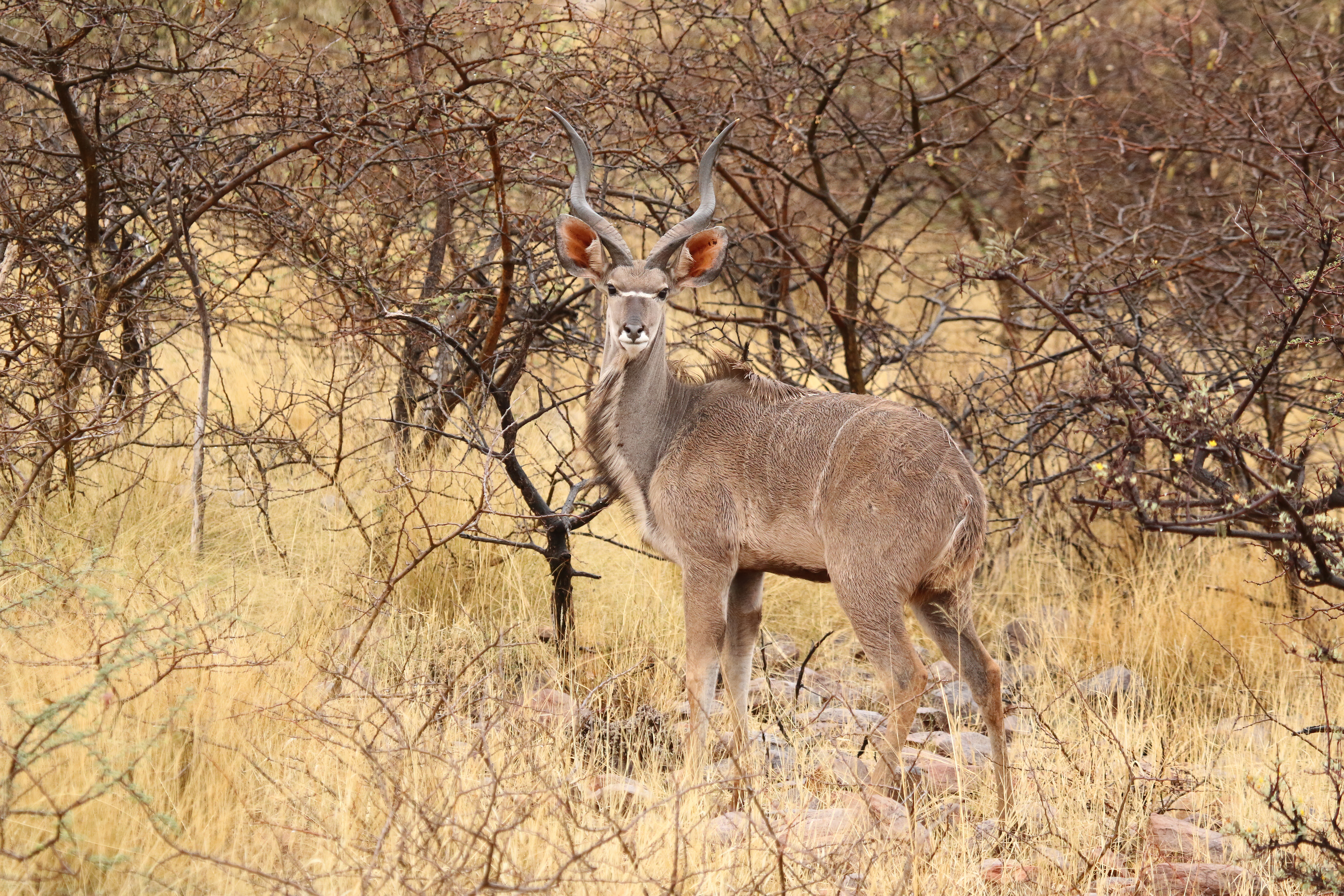
Kap-Großkudu
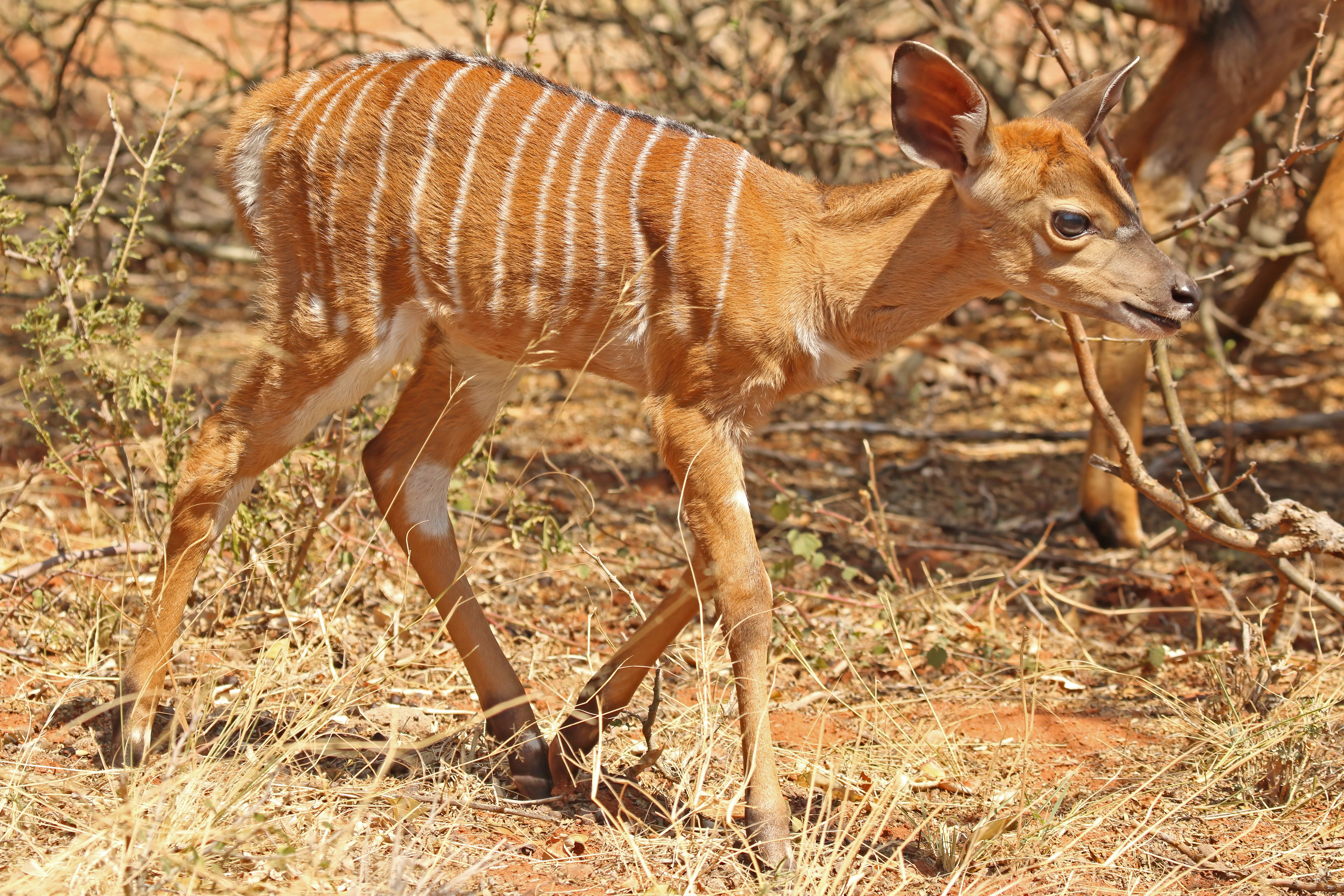
Nyala
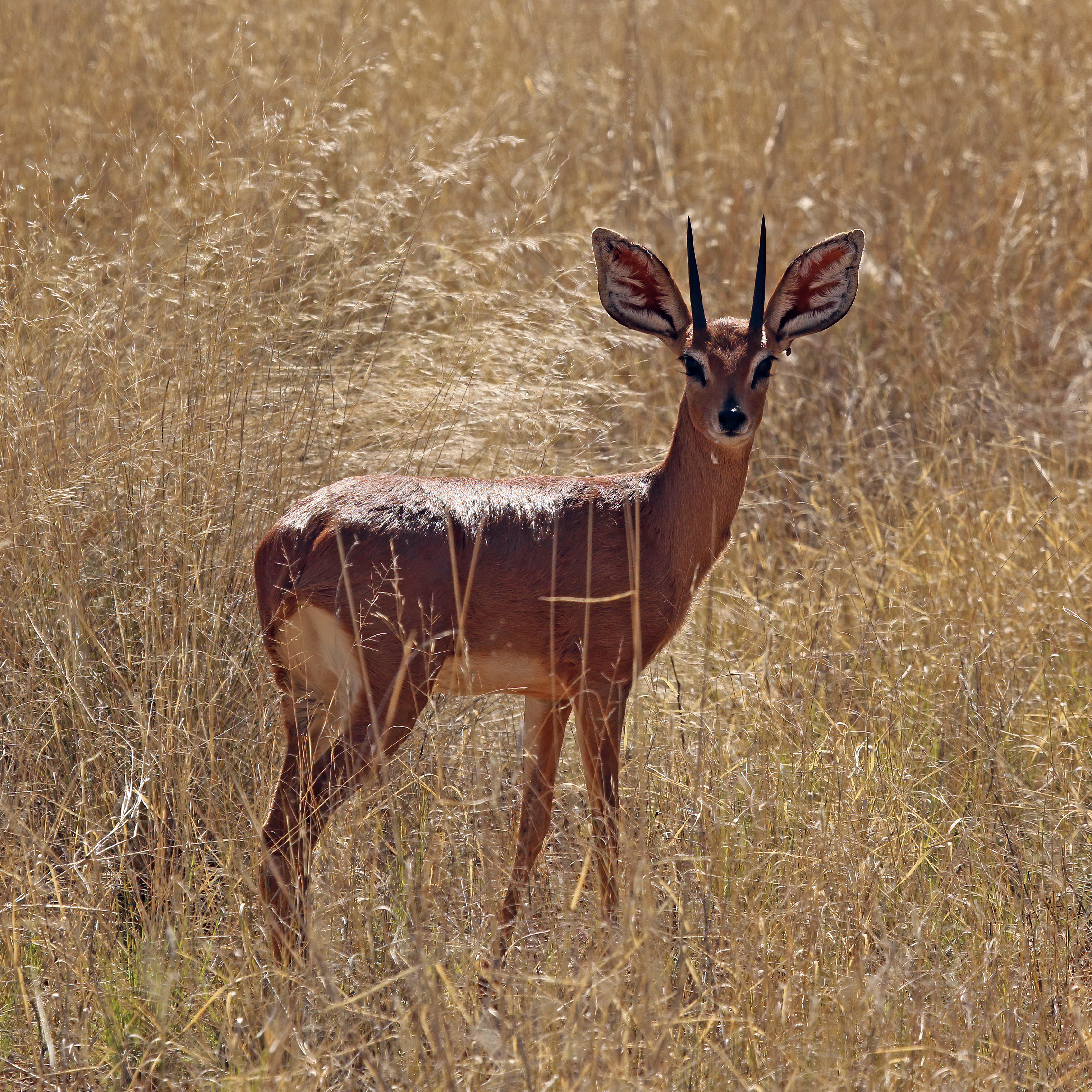
Steinböckchen
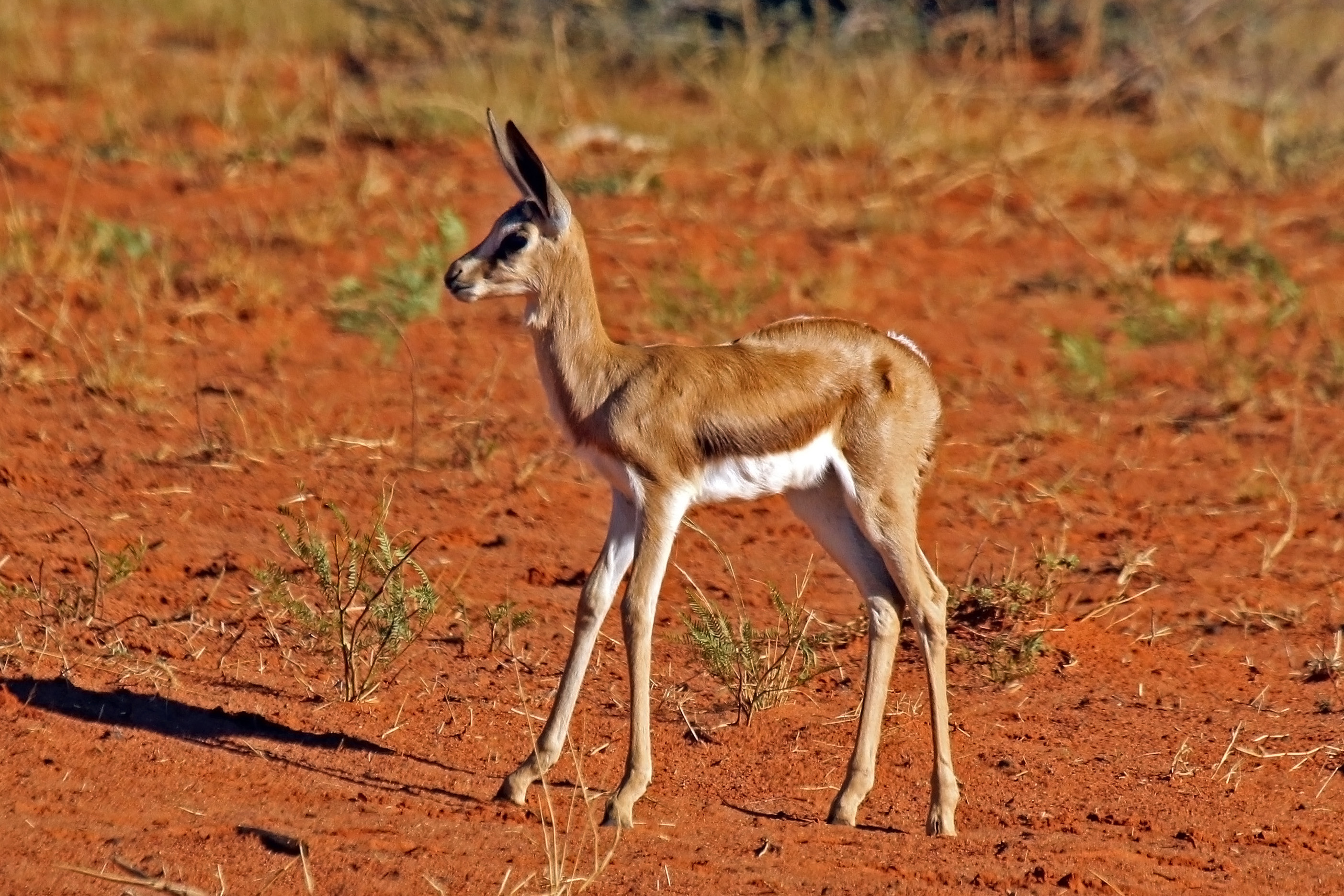
Kap-Springbock
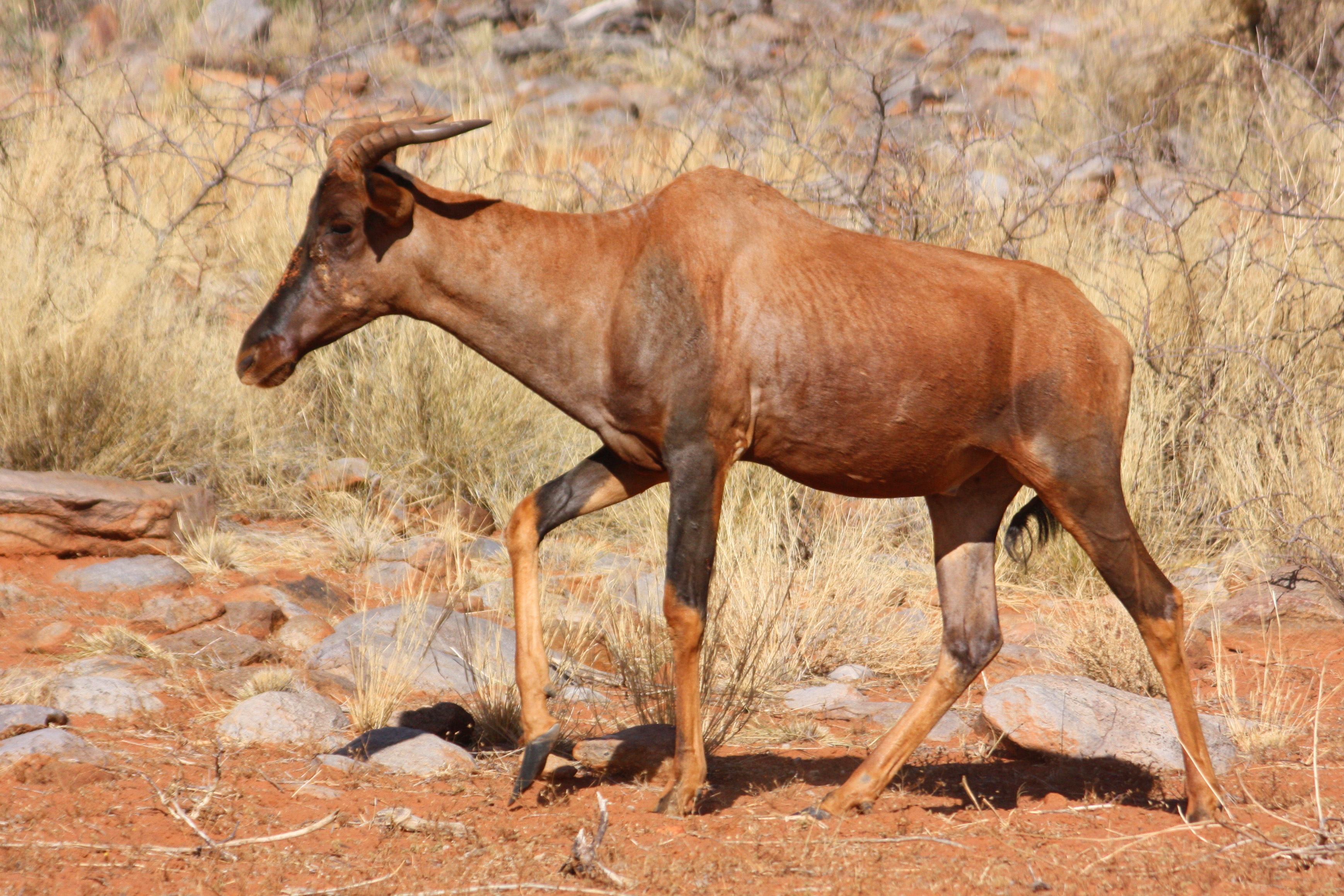
Tsessebe